# كاليب فينش
كاليب فينش (بالإنجليزية: Caleb Finch)‏ هو أحيائي أمريكي، ولد في 4 يوليو 1939.